# Theatro São José
O Theatro São José foi um importante teatro existente na cidade de São Paulo. Inaugurado em 4 de setembro de 1864, seu primeiro edifício tinha capacidade para 1200 pessoas e estava localizado no Largo São Gonçalo, atual Praça Doutor João Mendes. Após um incêndio ocorrido às vésperas do carnaval de 1898 que destruiu o edifício, um novo Theatro São José foi construído ao lado Viaduto do Chá.
O novo teatro projetado pelo arquiteto Carlos Ekman tinha capacidade para 3000 pessoas e foi inaugurado em 28 de dezembro de 1909. Depois da inauguração do Theatro Municipal de São Paulo em 1911, o Theatro São José sofreu impacto em sua programação, permanecendo em atividade até 1919. Posteriormente foi adquirido pela Light São Paulo que passou a utilizar suas instalações até 1924, quando foi demolido e deu lugar ao Edifício Alexandre Mackenzie, inaugurado em 1929.

## História

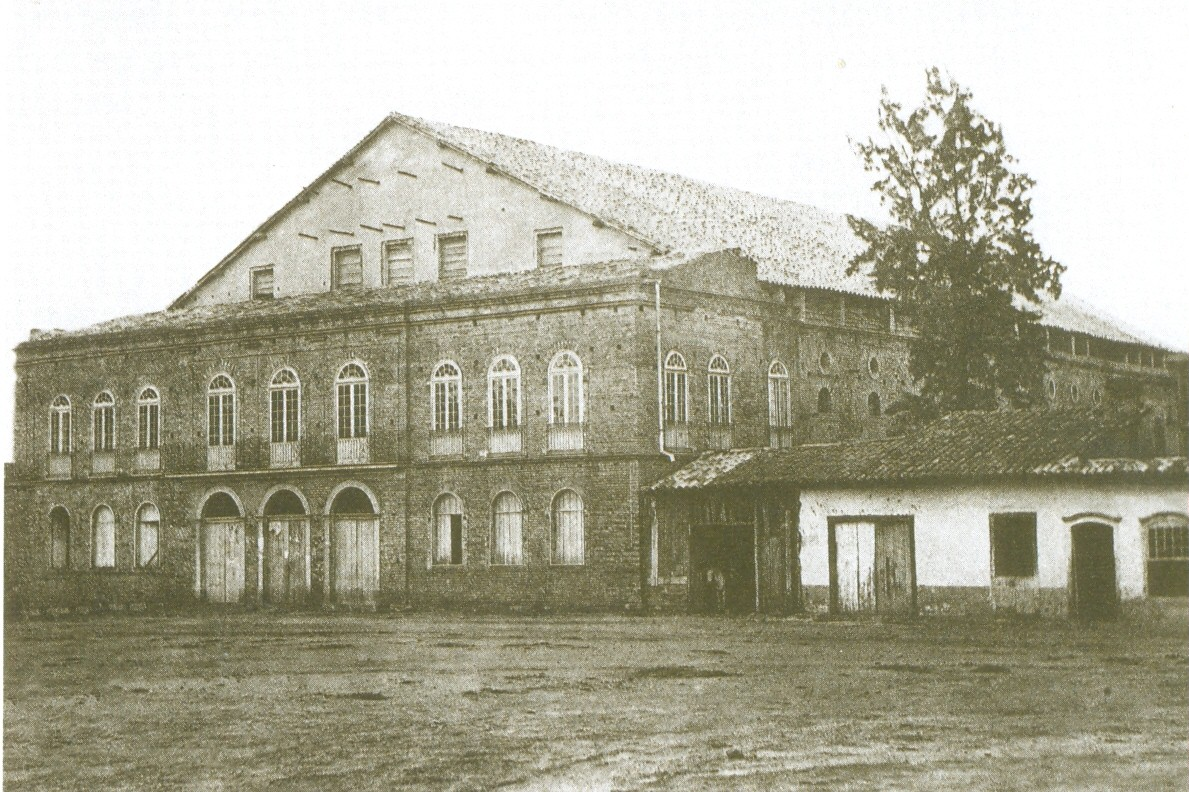
O teatro em 1862 com obras inacabadas.

A criação do teatro foi decidida em 1854 na Assembleia Legislativa Provincial de São Paulo, que autorizou por lei o governo a contratar a construção de um  novo teatro para a cidade, pois a antiga Casa da Ópera, o primeiro teatro da cidade localizado no Pátio do Colégio, estava muito deteriorada.
No início houve uma indefinição sobre a localização do novo teatro. Havia a possibilidade de inaugurá-lo no Largo de São Francisco, onde hoje está a Escola de Comércio Álvares Penteado. Por fim foi decidido que o edifício seria localizado no Largo São Gonçalo, atual Praça Doutor João Mendes.

A construção ficou a cargo de Antônio Bernardo Quartim, mesmo empreiteiro responsável pela reforma da Casa da Ópera. Seriam sócios o governo e Quartim, que ficaria com a concessão do teatro por vinte anos. De acordo com o contrato assinado, o teatro teria “72 camarotes, cada um com 6 palmos de frente e 13 de fundo, uma tribuna decente para o Presidente, tudo cercado por corredores com suficiente largura, uma plateia com 350 assentos e 100 cadeiras, e, além disso, salas espaçosas para recreio, bem como para pintura e guarda-roupa, e 2 botequins no saguão, sendo as paredes do edifício de pedra”.

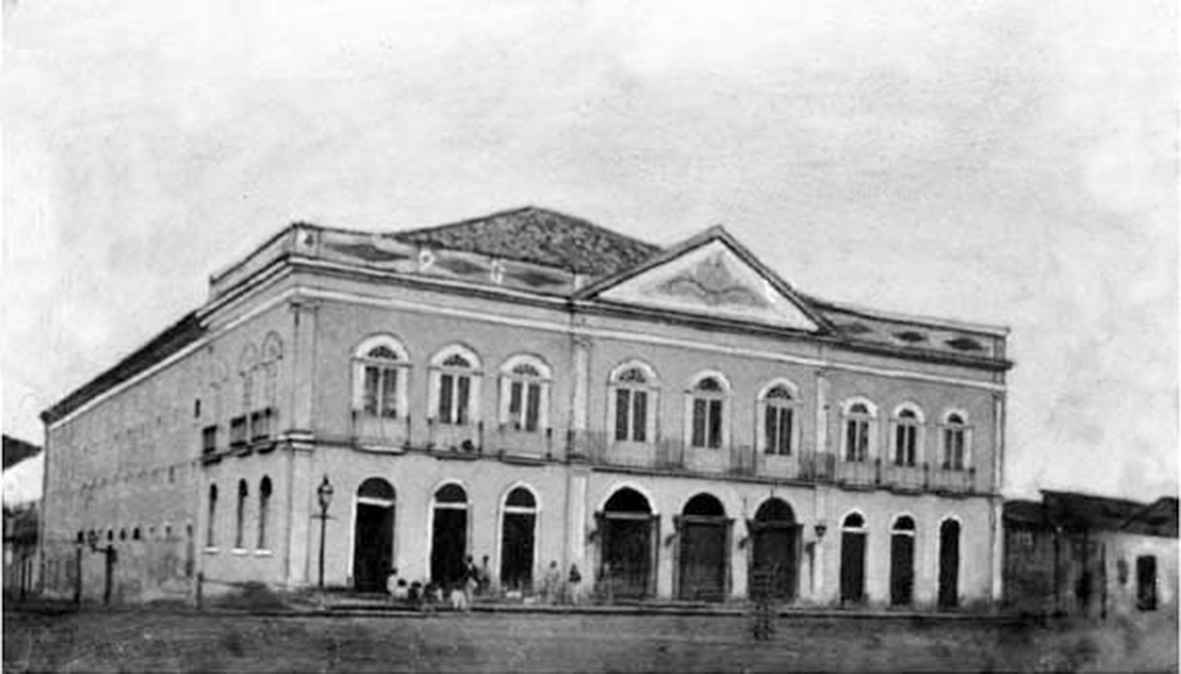
Theatro São José após reformas em 1876.

A pedra fundamental foi lançada em 7 de abril de 1858 com grandes comemorações e o engenheiro Francisco Antônio de Oliveira ficou responsável pelo projeto do edifício. O prazo inicial para a obra era de três anos, porém os constantes atrasos e solicitações de verbas adicionais provocaram a crítica da imprensa.
O teatro foi inaugurado em 4 de setembro de 1864 com apresentação da peça Túnica de Nessus, do estudante de direito Sizenando Nabuco. Considerado um dos maiores teatros do Brasil na época, não era visto como um monumento de arte. Possuía uma  fachada com a combinação de tijolos expostos, pilastras rudimentares e caixilhos de janelas sem adornos, encimados por um triângulo pesado que era o teto do salão.
As instalações do teatro comportavam 1200 pessoas e foram inspiradas nas grandes casas europeias de espetáculo, porém o edifício ainda permanecia inacabado e em precárias condições, com a plateia ainda em chão de terra, permanecendo assim por um bom tempo. Quem quisesse sentar para melhor apreciar os espetáculos levava sua própria cadeira de casa.

Em 1868 o presidente da província de São Paulo, Saldanha Marinho, irritado com as obras infindáveis do edifício, determinou ao Procurador Fiscal do Tesouro que tomasse providências. Em 1870, por força de uma lei provincial, foi determinado a encampação do teatro. O efeito prático da lei surgiu somente em 1873, no governo de João Teodoro, quando foram constatadas todas as irregularidades na obra. Após ser encampado pelo governo, o Theatro São José passou para a administração de Antônio da Silva Prado, que reformou o edifício e concluiu o trabalho em março de 1876, quando o teatro foi inaugurado novamente.

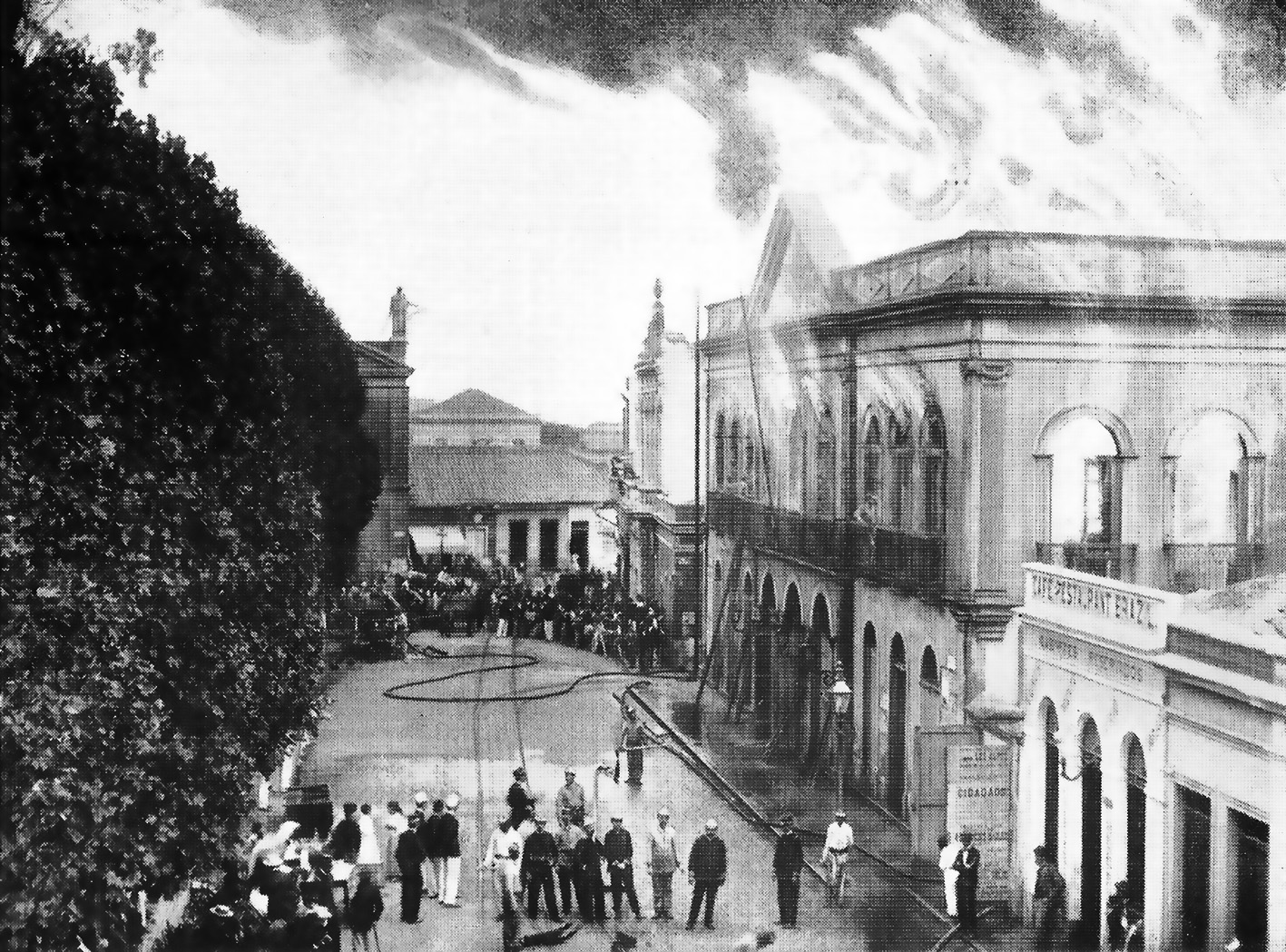
Incêndio no teatro ocorrido às vésperas do carnaval de 1898.

Com o passar dos anos, o Theatro São José se consolidou como um importante polo cultural da cidade e passou a receber importantes companhias internacionais, como a famosa companhia de Ermete Novelli, que apresentou dez peças no local. Passaram pelo São José malabaristas japoneses, mágicos alemães, companhias dramáticas italianas e artistas como o maestro Arturo Toscanini, a atriz Sarah Bernhardt, Eugênia Câmara e o poeta Castro Alves, que fazia declamações de seu camarote. Além disso, o teatro passou a ser palco para as pregações abolicionistas de Antonio Bento.
Na madrugada de 15 de fevereiro de 1898, às vésperas do carnaval, um grande incêndio acabou destruindo o tradicional teatro. Dizem que um funcionário, preparando o teatro para o baile de carnaval, havia esquecido uma um bico de gás aberto. Ao amanhecer, o edifício ficou em ruínas, permanecendo apenas as paredes externas.

## O segundo Theatro São José

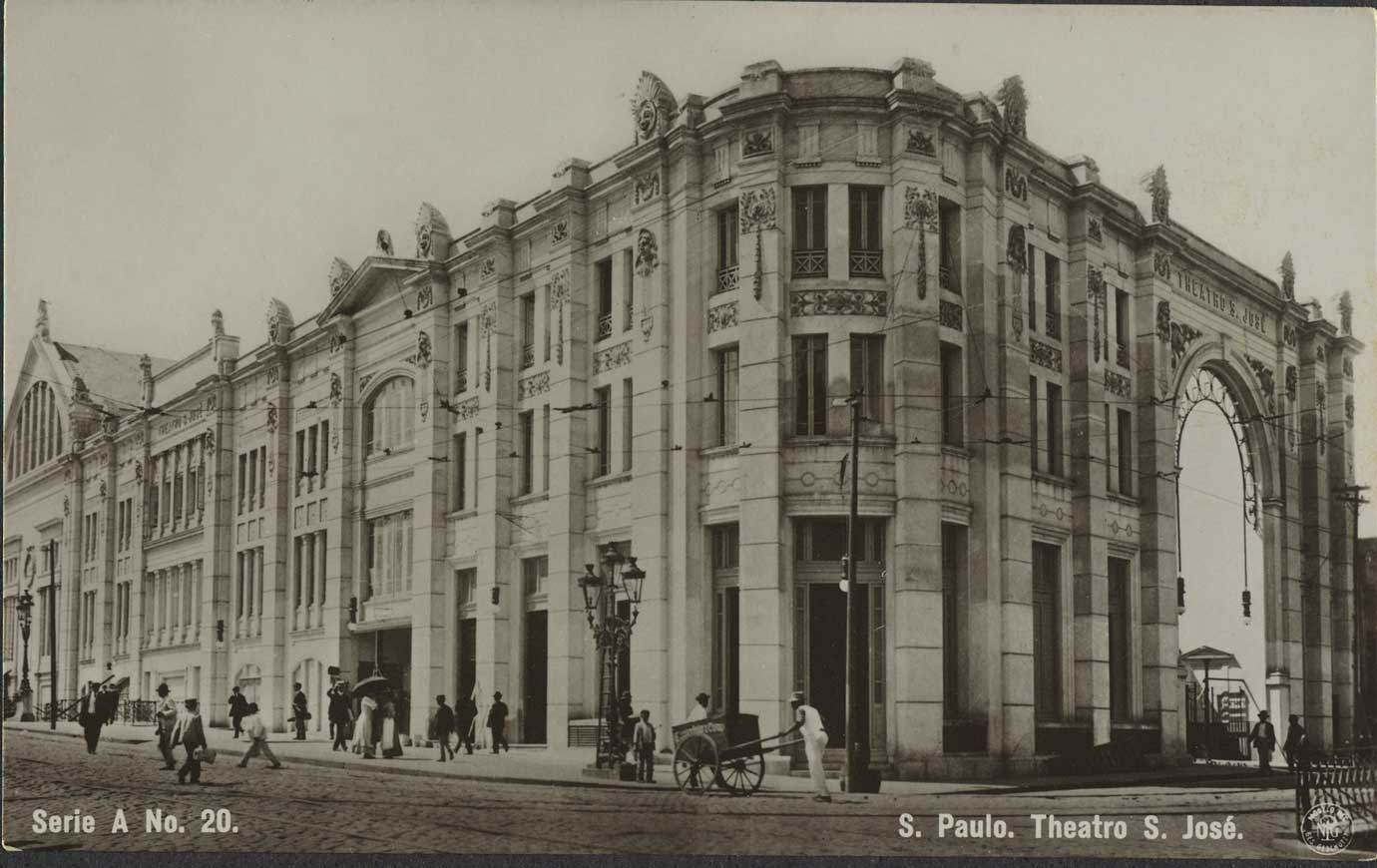
Novo edifício do teatro.

Após o incêndio que destruiu o edifício do teatro no Largo São Gonçalo, foi ordenada a construção de uma nova sede para o São José no começo do século XX, porém desta vez em outro local: ao lado do Viaduto do Chá.
Projetado em estilo eclético pelo arquiteto Carlos Ekman, o novo teatro foi inaugurado em 28 de dezembro de 1909. Em sua reabertura, foi executado o Hino Nacional, sucedido pela abertura da ópera Il Guarary, de Carlos Gomes. Seguiu-se com a apresentação da ópera Gueisha, de Howen Hallo e Sidney Jones, com elenco da Cia. Ernesto Lahoz. No dia seguinte foram anunciadas I Saltinbanchi, do maestro Ganné, sucedendo-se Sonho de Valsa, de Strauss e A Viúva Alegre, de Franz Lehár, que fechou a temporada de 1909.

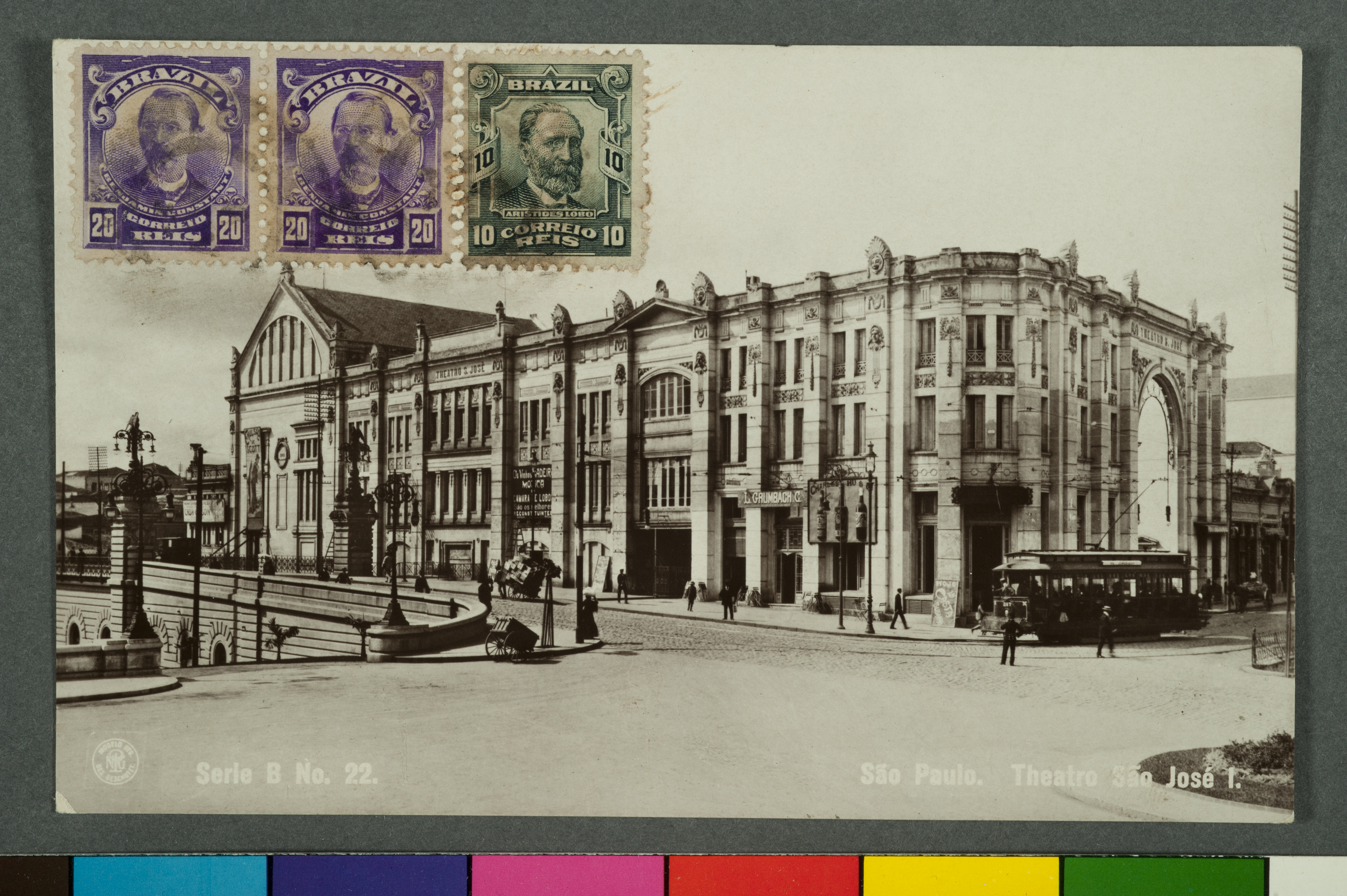
Fachada do Teatro em 1910, por Guilherme Gaensly.

O novo São José tinha capacidade para 3000 espectadores, distribuídos em 387 cadeiras na plateia, 39 camarotes, 28 frisas, 356 lugares no anfiteatro, 415 nos balcões e 629 nas galerias. Todos os lugares da plateia, que tinha forma tradicional de ferradura, possuíam uma visão privilegiada do palco, pois o projeto do edifício aproveitou o declive para o Vale do Anhangabaú, que se situava ao fundo, nas vizinhanças da rua Formosa. O local contava com salas para administração, sala de espera dos espectadores, instalação de bufê, sanitários e outros. O palco, um dos maiores de São Paulo até então, era adequado a qualquer tipo de espetáculo e tinha fosso de orquestra capaz de abrigar 70 músicos, treze camarins e quatro salas de comparsaria.

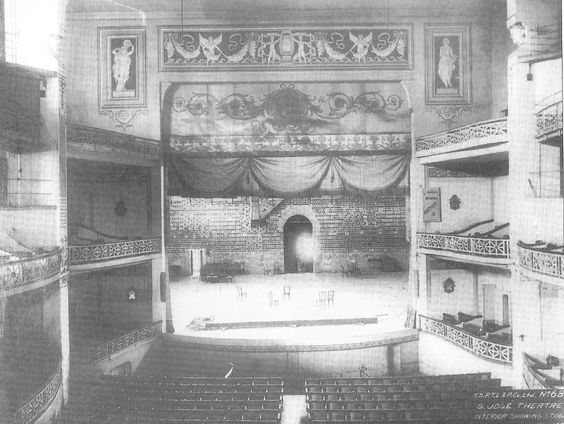
Interior do teatro com visão para o fosso da orquestra e palco, em 1920.

O teatro teve uma temporada de sucesso em 1910, trazendo artistas internacionais. Em 23 de dezembro estreou a Cia. Lírica Italiana Ratoli-Biloro, conjugada à Cia. Schiaffino, que encenaram, seguidamente, uma após a outra, as óperas: Aida, Manon Lescaut, Cavalleria Rusticana, I Pagliacci, Rigoletto, Werther, L'amico Fritz, Il Guarany, La Traviata, Tosca, La Gioconda, La Bohème, Carmen, Il Trovatore, Faust, Un ballo in maschera e Mefistófele. Essa temporada de óperas acabou sendo o ponto mais alto de toda a programação do teatro.
Após a inauguração do Theatro Municipal de São Paulo, em 1911, o Theatro São José teve sua programação fortemente alterada, passando a contar com temporadas curtas, elencos de segunda linha e plateias reduzidas. O teatro foi obrigado a recorrer às fontes de renda alternativa: aluguel das suas dependências para pequenas lojas, ateliês, oficinas de alfaiates e, até mesmo, residências. Em 1919 foi desativado como teatro e passou a pertencer à Assunção e Cia.
Neste Período, a Light São Paulo estava procurando um novo local para sediar suas atividades. Paulo Assunção, proprietário do teatro, ofereceu o edifício no dia 3 de junho de 1919, porém a empresa demonstrou desinteresse na proposta. Posteriormente as negociações foram retomadas e a empresa adquiriu o edifício 27 de junho de 1920.

Após comprar o teatro, a Light solicitou em juízo a notificação dos inquilinos, oferecendo 60 dias para que desocupassem o prédio. Houve um prazo especial de apenas 30 dias para Madame Ravidadt, uma inquilina do teatro que sublocava quartos para encontros amorosos. Foi também solicitada a retirada dos painéis de propagandas pertencentes à Água Platina e ao Cimento Rodovalho, afixados na fachada do teatro. A empresa só se viu livre dos inquilinos em maio de 1923.

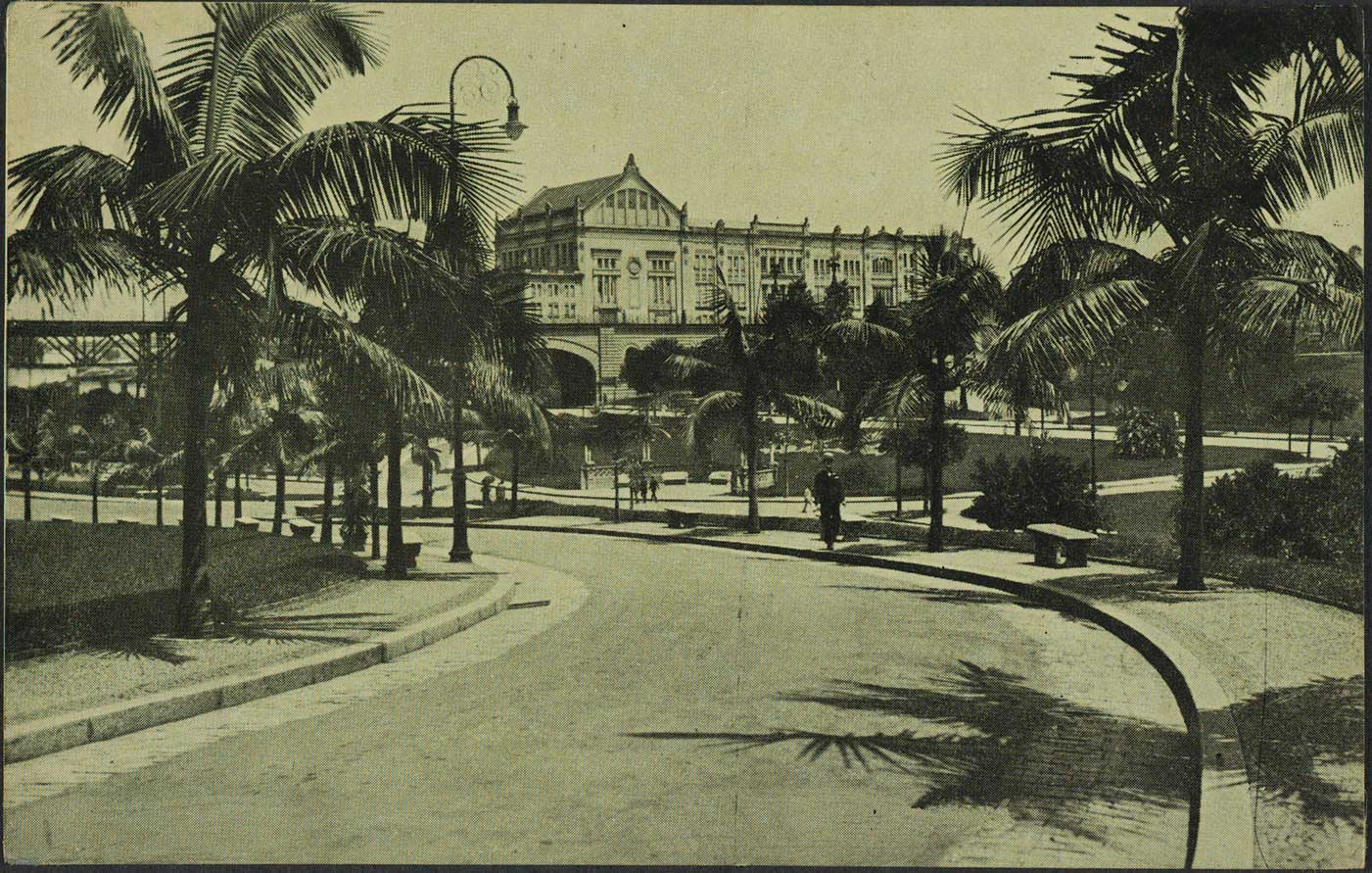
Parque Anhangabaú, com vista para o teatro.

Inicialmente a Light tentou adaptar o prédio às suas atividades, transferindo em 1 novembro de 1923 o setor de recebimento de contas de luz. Foram traçadas algumas alternativas para adaptação do prédio, porém a empresa concluiu que o melhor seria demolir o teatro e construir um edifício novo em seu lugar.
Em 29 de agosto de 1924 foi assinado o contrato para a demolição do edifício. O entulho resultante da demolição do Theatro São José serviu para o aterramento da área onde hoje existe o Mercado Municipal de São Paulo. As peças que ornavam as fachadas do teatro, como os mascarões e as esculturas em cimento, foram reaproveitadas na construção da Vila Itororó, então construída pelo comerciante português Francisco de Castro, onde permanecem decorando o local até hoje.
No local do Theatro São José foi construído o Edifício Alexandre Mackenzie, que durante muitos anos abrigou as atividades da Light São Paulo e posteriormente da Eletropaulo. Atualmente o edifício abriga Shopping Light.